# مقاطعة دوبوك (آيوا)
مقاطعة دوبوك (بالإنجليزية: Dubuque County)‏ هي إحدى مقاطعات ولاية آيوا في الولايات المتحدة الأمريكية.

## أعلام
- ويليام جون ماكجي
- دوروثي هينيسي